# 山西大同大学
山西大同大学是中华人民共和国山西省大同市的一所全日制公办大学，前身主要是成立于1958年的雁北师范学院，新大同大学筹建于2002年7月，2006年3月经教育部批准成立。是由原雁北师范学院、大同医学专科学校、大同职业技术学院、山西工业职业技术学院合并成立的综合性大学。设有山西大同大学大同师范分校、山西大同大学朔州师范分校、山西大同大学浑源师范分校三所五年制师范分校。

## 院系设置
学校目前在2个校区设有15个学院。
- 主校区
  - 政法学院
  - 教育科学与技术学院
  - 体育学院
  - 文学学院
  - 云冈学学院
  - 外语学院
  - 美术学院
  - 数学与计算机科学学院
  - 物理与电子科学学院
  - 农学与生命科学学院
  - 化学与化工学院
  - 医学院
  - 商学院
  - 成人教育学院
- 新平旺校区
  - 煤炭工程学院
  - 建筑与测绘工程学院
  - 机械与电气工程学院

## 外部連結
- 大同大学主页 （页面存档备份，存于）